# 未来人カオス
『未来人カオス』（みらいじんカオス）は、手塚治虫による日本のSF漫画作品。『三つ目がとおる』の連載終了後に、講談社の『週刊少年マガジン』1978年4月16日号から1979年1月1日号まで連載された。
近未来(20世紀末から21世紀初頭にかけて)の日本、数々の架空の惑星を舞台に物語が展開される。

## あらすじ
幼いころからの無二の親友である須波光二と大郷錠は、共に超難関・銀河総合アカデミーを目指す学生。しかし最終試験の直前、大郷の前に謎の男が現れ、「須波を殺せ。殺せばアカデミーに合格させてやる」と唆す。動揺もあって大郷は最終試験で須波と明暗を分けてしまった。嫉妬にかられ、ついに須波を手にかける大郷。
須波は謎の少女に助けられ、宇宙の彼方のクローン技術により復活する。大郷への恨みもあり、何とか地球に戻ろうとするが、たどり着いたのは事件から10年経った日本だった。再会した大郷は宇宙移民局局長のポストに就いており、須波を捕らえるや地球外へ追放してしまう。
流刑星へ送り込まれた須波は「カオス」と名前を変えられ、囚人奴隷として過酷な労働に従事させられる。それでも数々の幸運と大切な仲間との出会いに恵まれ、友情を育む。そして大郷に復讐するための基盤を固めるべく、宇宙商人として財を築いていく。
一方、宇宙移民局局長の地位をほしいままにする大郷は、不要人口の地球外追放政策を強行する。時には暴力組織や過激派から命を狙われる日々の中で、他人を信じる心を失い、孤独に苛まれてゆく。そして幾度も窮地から生き延びて姿を現すカオスの存在に恐怖し、次こそ葬り去ろうと躍起になっていた。
このようにかつての大親友だったカオスと大郷は、ひとつの事件を境に正反対の境遇に置かれ、互いに憎み合うだけの関係と化してしまったかに見えた。しかし実はこれこそが、人智を超えた存在による「友情を消すことができるか」という実験の過程なのであった。
そしてある日、地球にて二人はまた相まみえることとなる。だがアクシデントで共に死の危険にさらされ、生き延びるためお互いに協力せざるを得なくなり・・・。

## 登場人物
須波 光二 (すなみ こうじ) / カオス
本作の主人公。黒髪をした地球人の青年。宇宙関連の役人になるため銀河総合アカデミーを目指し、めでたく最終試験に合格した直後、親友・大郷錠の手により命を落としてしまう。しかし死体は宇宙の彼方へと転送され、オパスの手により蘇る。地球へ戻った途端、宇宙移民局局長に出世していた大郷により流刑星バカラ・サテライトに送られるという悲劇に見舞われるが、そこで出会った囚人エランバと共に自由を勝ち取る。その後もムーザル、マユ、ジダール将軍といったさまざまな宇宙人と友情を育みながら、たくましく生き延びていく。バカラ・サテライトを拠点に星間取引を始め、地球でもその名を知られるほどの大商人へと昇りつめる。
機械工学・地質工学といった知識、弁舌と商売の才能に恵まれ、さらに生存能力と決断力にも優れている。義理人情を重んじる性格でもあるが、若干頭に血が上りやすいのが玉に瑕。商人としての地位を確立してからは利益追求を優先するようになり、地球を買い占めたいという野望も抱いている。
クローン技術で蘇った際、髪の毛が茶色に変わり、ウサギの耳のように逆立つようになった。名前も、バカラ・サテライトの所長から「カオス」と名付けられて以後はそれで通している。
大郷 錠 (だいごう じょう)
もう一人の主人公。金髪をした地球人の青年。親友・須波光二と共に銀河総合アカデミーを目指していたが、謎の組織に拉致され、合格と引き換えに須波の殺害を強要される。最終試験で不合格となり、一方で須波は合格、恋人の由利アンヌも須波に心を移したことから、組織の要求を承諾して須波を殺害する。
その後は若くして宇宙移民局の局長まで出世し、辣腕を振るうことになった。地球人口抑制のほか、自分にとって邪魔な存在を排除するため、老人や罪人を地球外へ追放し、時には命すら躊躇なく奪う。非情で孤独な存在と化してしまったものの、内心では自己嫌悪と須波＝カオスへの嫉妬・恐怖といった感情に苛まれている。
由利 アンヌ (ゆり あんぬ)
地球人の美少女。気が多く、打算的な性格をしている。大郷錠の恋人だったが、須波光二のほうが銀河総合アカデミーの試験に受かりそうだと鞍替えして結婚を迫り、大郷による殺害事件の原因を作ってしまう。
事件後は、エリートコースを歩む大郷にふたたび近づくようになり、結婚や高齢の両親への便宜をねだる。しかし大郷には非情にあしらわれ続け、破局を迎えることになる。
由利アンヌのクローン
オパスが遣わした、由利アンヌのクローン。オリジナルのアンヌより背が低く、グラマーになっているのが特徴。超能力の使い手で、料理や瞬間移動などもできるが、ドジな性格で地球の社会常識にも疎い。命を狙われている須波光二を守るために、ガードウーマンとしてまとわりついていたが、酔っぱらった隙に事件が起きてしまう。何とか復活させようと、バラバラになった彼の死骸をオパスのもとに送る。
オパス
謎の宇宙人。人間の女性に似た姿で現れるが、それは地球人への配慮のための仮の姿にすぎない。卓越したクローン技術を持っており、大郷錠に殺害された須波光二をクローン技術で蘇らせた。実は宇宙を作った偉大な存在のうちの1人。
奇本 (きもと)
口髭と顎髭を生やした中年男性。大郷錠を拉致し、須波光二を殺害させた人物。大郷の前にたびたび姿を現し、二人が「友情など無用である」ことを証明するための実験台であるという真相を語る。強力な念力の使い手で、大郷が一度死んだ際はクローン技術で即座に復活させるという芸当も見せている。実はオパスとならぶ宇宙の創造者の片割れの配下。
所長
流刑星バカラ・サテライトで囚人たちを監督する男性。配役はランプ。残虐な性格で囚人を奴隷扱いし、わざと古い道具でイリジウムの採掘をさせる上に、酷暑の環境でわずかな水しか渡さないなど、死ぬまで徹底的に苦役を与えようとしていた。
須波の経歴に目をつけ、「カオス」と名乗るよう強要し、機会を見つけては痛めつけていた。しかし脱走したカオスとエランバを地下牢に閉じ込めたところ、偶然にも流星群の集来に巻き込まれて死亡する。
エランバ
須波光二と共にバカラ・サテライトに送り込まれた囚人の男性で、落ち着いた性格をした筋骨隆々な巨漢。故郷のローデシアで親友に裏切られ、無実の罪で囚人となってしまった過去を持つ。
自らと似た経緯で過酷な環境に置かれ、それでも希望を捨てないカオスに何かと力を貸すようになり、大切な親友となる。
カオスのロボット
バカラ・サテライトで1人ぼっちとなってしまったカオスが、寂しさを紛らわすための話し相手とすべく施設内のガラクタから作り上げた。カオスそっくりの外観に仕上がっている。最初はオウム返しレベルの会話しかできなかったが、カオスの言動を学習し、人間のようなやり取りや自律した行動ができるようになる。しかしそれらは悲観的・破滅的な計算によるものばかりで、カオスを邪魔するようになっていく。最終的には暴走しカオスを殺そうとしたため返り討ちにされる。
ムーザル
クマのような姿をした「ホーカ星人」。宇宙船の事故でバカラ・サテライトに不時着し、飢えと乾きに苦しみカオスの住居に忍び込んだが、見つかって捕らえられる。独房に閉じ込められていたが、悪意がないことを理解したカオスによって解放され、一緒に暮らすようになった。
頭脳明晰で、カオスが組んだ設計図面の間違いを一目見て修正できるほどである。 故郷に「トハ」という恋人がいる。
ベデルゴの女王
とある惑星に生息する寄生生物タイプの宇宙人「ベデルゴ」の女王。長らく宿主としてきた種族が絶滅してしまったため、ごくたまに訪れる宇宙人をもてなした後に捕らえてタマゴを産み付け、繁殖していた。
種としての未来を悲観しており、巣を訪れたカオスに娘のマユを託し、環境のよい惑星に住まわせるよう依頼する。
マユ
ベデルゴの女王の一人娘。滅びつつある種としての現状を憂いた母親の計らいで、カオスに同行することとなった。バカラ・サテライトに来てすぐカオスの体にタマゴを生みつけようとしたが、彼が未成年だったので成人するまで待つことにした。商売を始めるよう提案するなどカオスによく尽くすようになり、かけがえのないパートナーとなる。
ジダール
宇宙を放浪する浮浪者の男性。マユと一緒に商売を始めたカオスの宣伝通信を聞きつけ、バカラ・サテライトにやって来た。浮浪者に似つかわしくない立派な体格で、人望も厚く、宇宙各地に「コジキ仲間」がいる。もともとは惑星ダフネスで将軍を務めていたが、仕えていた先代の王が女王に追放され、妻子も皆殺しにされたため、星を離れて放浪者となった。誇り高い性格で、二君に仕えないという信念を持つ高潔な騎士。
大郷錠ら地球勢力の侵攻で危機に陥った母星を救うべくカオスと共にダフネスへと乗り込み、善戦する。しかし女王の命令で無理やり降伏させられ、地球勢力に処刑されかけるという非情な見返りを得ただけだった。先代の王を支持するかつての仲間たちとクーデター実行を決意し、その際にカオスに「宇宙一の商人になってみろ」と激励した。
宇宙コジキたち
ジダールと同じく宇宙を放浪する集団。種族は多様で、皆ボロボロの宇宙船に乗っている。地球勢力に処刑されかけたジダールとカオスを救出する。地球人には良い印象を持っておらず、カオスにも当初敵意を向けていたが、一声聞くだけで彼が善人であると見抜いた。
ボス
チンピラ集団「ゼド一家」を率いる宇宙人。不機嫌になると見境なしに人を殺す危険人物。バカラ・サテライトで商売を始めたカオスたちを縄張り荒らしとみなし、襲撃する。カオスに重傷を負わせマユを焼き殺そうとしたため、ジダールによって成敗された。
脾藤 狂心 (ひどう きょうしん)
暴力組織「狂心会」の大親分で「地球武装主義連盟」の首領でもある老人の男性。総理大臣すら恐れるという裏社会の権力者。惑星ダフネスで作られた最終兵器ドギスを欲しており、大郷錠を利用して奪取しようと目論む。
本来は老人星に送られる年齢だが、手を尽くしてまぬがれている。裏切り者には一切容赦しない冷酷非情な性格。
閻魔 (えんま)
脾藤狂心の配下の男性。あくどい面構えをした巨漢で、最終兵器ドギスを奪うためのレンジャー隊長に任命される。大郷錠のロケットを乗っ取り、ダフネスの軍隊と交戦の末ドギスを手に入れたが、大郷に出し抜かれる。
小郷 千鶴 (こごおり ちづる)
地球人のうら若き女性。脾藤狂心と面会した大郷錠が帰りの道すがら、チンピラに襲われている千鶴を救ったことがきっかけで知り合う。お礼として大郷にケーキを贈るなどして、彼と懇意になる。
実は脾藤狂心や「地球武装主義連盟」に反抗する過激派の一員で、大郷から情報を聞き出し、彼の乗るロケットを爆破するという密命を帯びていた。
大臣
惑星ダフネスの大臣を務める男性。ジダールとはかつて同僚だったが、いち早く女王側に寝返ったため毛嫌いされている。地球勢力によるダフネス侵攻の際、バカラ・サテライトへ赴いてジダールに救援を要請した。
ダフネスの女王
惑星ダフネスの統治者で、厚化粧と強烈な香水の匂いを漂わせる俗悪趣味な女性。先代の王を追放して国の実権を握った野心家で、ジダールの家族だけでなく失態を犯した側近も次々に処刑するなど非情な性格。一方でダフネスに侵攻した地球勢力には最終兵器ドギスをあっさり渡してしまい、救援に来たジダールを失望させた。
カオスを気に入り、小姓として手元に置こうとする。
オリビヤ
惑星ダフネスの王女。体が馬のように変形する「ケチャ症状」に苦しんでいる。心優しい性格をしており、悪政と暴虐の限りを尽くす女王に逆らい、ジダールとカオスのクーデターに協力する。
イロン
惑星ダフネスに住む老人の男性。もともとはジダールの従卒で、今は女王の体制化で牢番をしている。牢獄に放り込まれたジダールからクーデターの計画を聞き、反乱軍に加わる兵士を集めていた。
お尋ね者
チョウチンアンコウに似た突起をもつ宇宙人。ロボットが生き物を奴隷扱いする惑星で刃傷沙汰を起こし、妻と娘を連れバカラ・サテライトへと逃げてきた。宇宙商人カオスの店へ押し入り、強盗まがいの手口で食料と燃料を要求する。最初は強硬な姿勢だったカオスだが、彼の事情を知ると一転して協力し、追っ手を撃退する。
リガ第3星人の女性
二足歩行の猫のような姿をした宇宙人。飢えで苦しむ故郷の星を救うため、カオスの客として大量の食料を買い付けた。交易所荒らしの宇宙人に襲われ、重傷を負ったうえ買い付けた食料を奪われてしまう。強力な念力の使い手で、それがカオスたちを救うことになる。

## 用語
銀河総合アカデミー
国連宇宙開発推進機構が世界に三ヶ所設立した学校で、うち一つが新宿副都心に存在する。出身者は宇宙移民局の幹部に迎えられ、ゆくゆくは移民星の司法官としての地位を保証される。しかし応募者三万人に対し募集人員はわずか十人という超難関である。
クローン技術
細胞を採取して培養し、複製を作り上げる技術であるが、本作ではオリジナルの年齢も記憶もそっくり引き継がせることができるのが特徴。オリジナルと全く同じになる場合、外見が若干変わってしまう場合もあるほか、意図的に調整することも可能。
バカラ・サテライト
カオスやエランバが送り込まれた惑星。大気は地球よりやや薄い程度だが各段に暑い。一面ほぼ砂漠のような気候で、一周わずか50kmときわめて小型の星である。
ダチョウのような脚に小さな虫のような胴体が付いた生物が繁殖しているが、知能は低い。また、動物に胞子を植え付け怪物のように変形させてしまう水生寄生植物もいる。
地球からの罪人を収容・管理する設備を備えていたが、彗星の接触により崩壊する。それ以降は残った建物や機械をカオスたちが自由に使うようになる。
ホーカ星人
ムーザルの種族。体型・大きさは地球人にきわめて近いが、耳の大きいクマのような顔、長い体毛、鋭いツメが特徴。地球人から見れば下品に見える習性もあるが、知能・文明の水準は地球をしのぐ。
ベデルゴ
とある惑星に生息する宇宙人の種族。動物の体にタマゴを産み付け、生まれた子はその体内で育ち、腹を食い破って出てくる。地球人によく似た外見だが、脱皮を繰り返して成長し、背中に生えた羽根で飛翔もできる。テレパシー能力で対象の脳波から知識や記憶を調べ、好物を用意したり通訳したりといった特技も持つ。メスの生まれる確率が極端に低い。
同じ星に住む山椒魚型の宇宙人を宿主として長らく繁栄してきたが、それがべデルゴとの争いの末絶滅してしまったため、種の存続の危機にさらされている。
惑星ダフネス
地球人そっくりの種族が住む星。光り輝く都、かぶっただけであらゆる宇宙語を翻訳できるヘルメット等、高い文明水準を誇る。
女王が政権を乗っ取ってからは政治が荒廃し、宇宙コジキたちも「もらいが少ない最低の星」と嫌っている。
ドギス
ダフネスの科学者が作り上げた最終兵器。宇宙船の貨物室に乗るほどのコンパクトな機械だが、惑星をまるごと破壊できるほどの威力を持つとされる。
ケチャ症状
ヤリキレネアという宇宙人の常用する知能向上薬を、ダフネス人が服用した結果生じた副作用。体が馬のように変形し、ケンタウロスのような形態になる者、完全に「馬化」してしまう発作を断続的に繰り返す者など、症状の程度はまちまちである。元凶は薬を買い付けて飲ませた女王にあるが責任を認めようとせず、症状を発した者をゲットーに送り込んで隠蔽しようとする。
この薬を飲んだ科学者が最終兵器ドギスを開発したため、一時的にせよ知能向上の効果はあったようである。

## その他
・様々な形態の宇宙人、宇宙船のデザイン等、手塚が映画『スター・ウォーズ』に大きな影響を受けて描いた作品であることがうかがわれる。
・最終話には「第一部 完」の文字が見られるが、第二部以降は結局描かれず、構想についても明らかにされていない。
・手塚は本作について、講談社漫画文庫2巻の「あとがきにかえて」で「友情とは何か」に対する自分なりの答えと述べている。
・漫画『ブラック・ジャック』のエピソード「侵略者」にカオスとよく似たキャラクターが登場するが、執筆は『未来人カオス』より前の1975年である。

## 単行本
- 手塚治虫漫画全集『未来人カオス』（講談社）全3巻
- グランドコレクション『未来人カオス』（講談社）全2巻
- 講談社漫画文庫『未来人カオス』（講談社）全2巻
- 手塚治虫文庫全集『未来人カオス』（講談社）全2巻